# Claude Ventura
Pour les articles homonymes, voir Ventura.
Ne doit pas être confondu avec Claudio Ventura.
Claude Ventura, né le 4 juillet 1938, est un réalisateur de cinéma et documentariste français.

## Biographie
Fils de Juifs sépharades grecs de Salonique, d'une mère, fille d’un riche négociant en tissus de la ville haute, lui d’une famille très pauvre. Son père, journaliste et cofondateur de la Fédération des Jeunesses Communistes Grecques, est nommé correspondant à Paris du quotidien Le Progrès de Salonique au début des années 30, et sa mère, directrice d'un petit commerce de bonnèterie, rue du Faubourg Saint-Antoine. La partie de sa famille restée à Salonique a été déportée par les Nazis et a fini par Auschwitz. Il échappe à la rafle du 11e arrondissement, le 20 août 1941, en se réfugiant à Marseille, puis en Lot-et-Garonne, à Montagnac-sur-Auvignon. Il collabore aux émissions Italiques, Cinéma, Cinémas, Panorama, La saga des Français, Bande à part, Un jour futur de Lancelot et un portrait musical de Liverpool en 1974. Il est aussi le grand père de Bonnie Zoete Ventura

## Filmographie

### Télévision
- 1968-1970 : Tous en scène
- 1973 : Italiques
- 1974 : Extraits du journal de J.-H. Lartigue
- 1970-1974 : Pop2
- 1975 : La Vie filmée 1946-1954
- 1980 : John Lewis
- 1982-1991 : Cinéma, Cinémas, magazine TV
- 1982 : Chorus
- 1981 : Sonny Rollins
- 1995 : Hank Williams, Vie et mort d'un cadillac cow-boy
- 1995 : Johnny Hallyday, All Access
- 1998 : Eddy Mitchell
- 1998 : Scott Fitzgerald, Retour à Babylone
- 1999 : Gina, Sophia et moi
- 2002 : La Femme de papier
- 2005 : Guy Peellaert, l’art et la manière
- 2006 : Jacques Monory

•  2009 : Saul Leiter, l'art et la manière

### Documentaire
- 1993 : Chambre 12, Hôtel de Suède, sur le tournage d'À bout de souffle
- 1988 : À la recherche de la couleur perdue[2]
- 2013 : Les Garçons de Rollin,  85 min
- 2016 : Fitzgerald - Hemingway, une question de taille, série télévisée Duels

### Cinéma
- 2000 : En quête des sœurs Papin